# Ramzová (przystanek kolejowy)
Ramzová – przystanek osobowy w miejscowości Ramzová, w kraju ołomunieckim. Leży na wysokości 760 m n.p.m., na linii kolejowej nr 292, nazywanej „śląskim Semmeringiem”. Jest to pierwsza stacja na linii, leżąca na terenie Śląska i, jednocześnie, najwyżej położona stacja kolejowa w Czechach. Według innych źródeł (taka informacja widnieje również na tablicy informacyjnej w pobliżu stacji) była to jedynie najwyższa stacja w kraju, na której zatrzymywały się pociągi pospieszne. Obecnie (2025) pociągi pospieszne już się nie zatrzymują, uważana za najwyżej położoną w Jesionikach.